# Fotografie krajiny

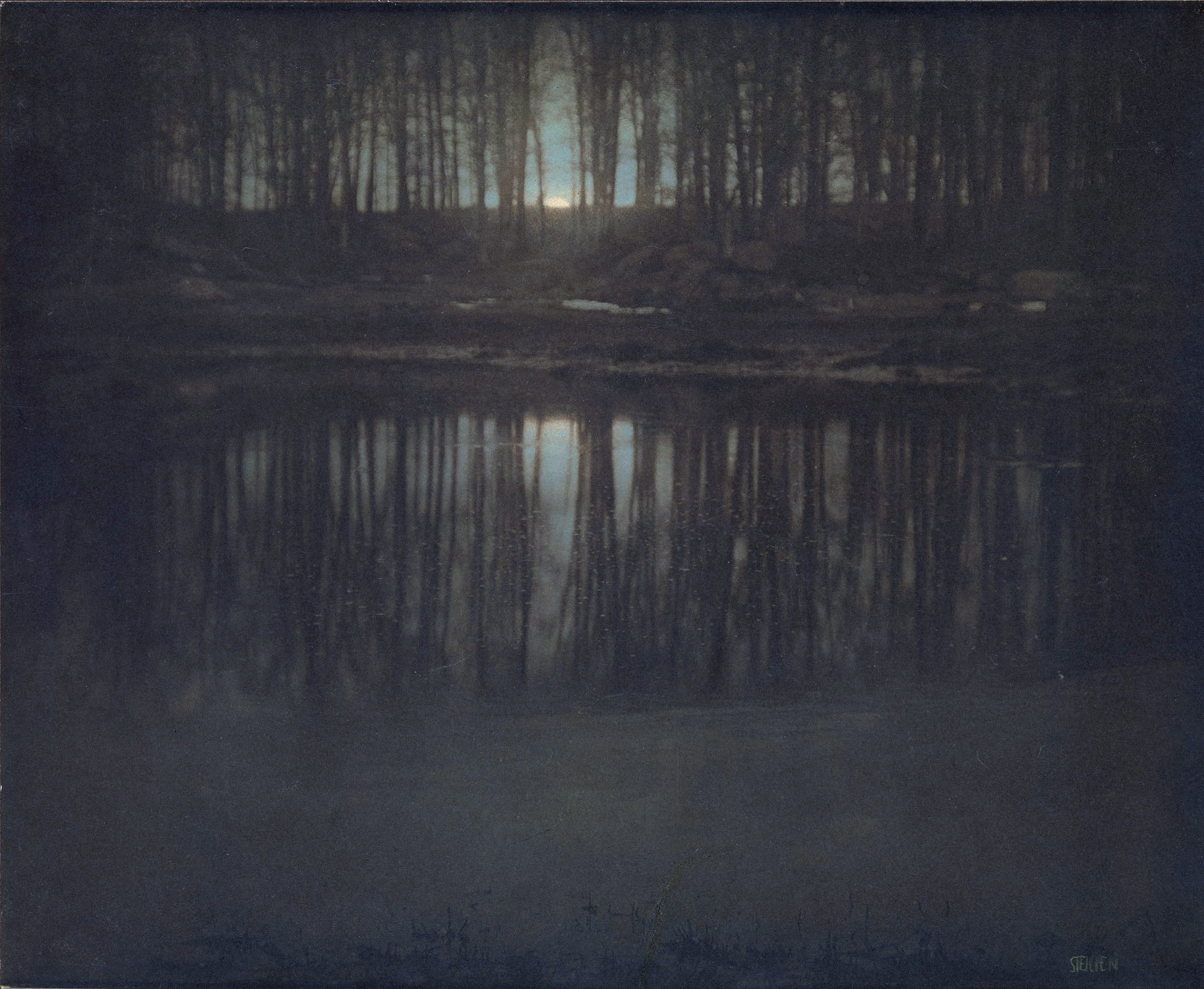
Edward Steichen, Měsíční svit na rybníku, gumotisk, 1904; fotografie byla v roce 2006 v aukci Sotheby's prodána za 2.928.000 dolarů

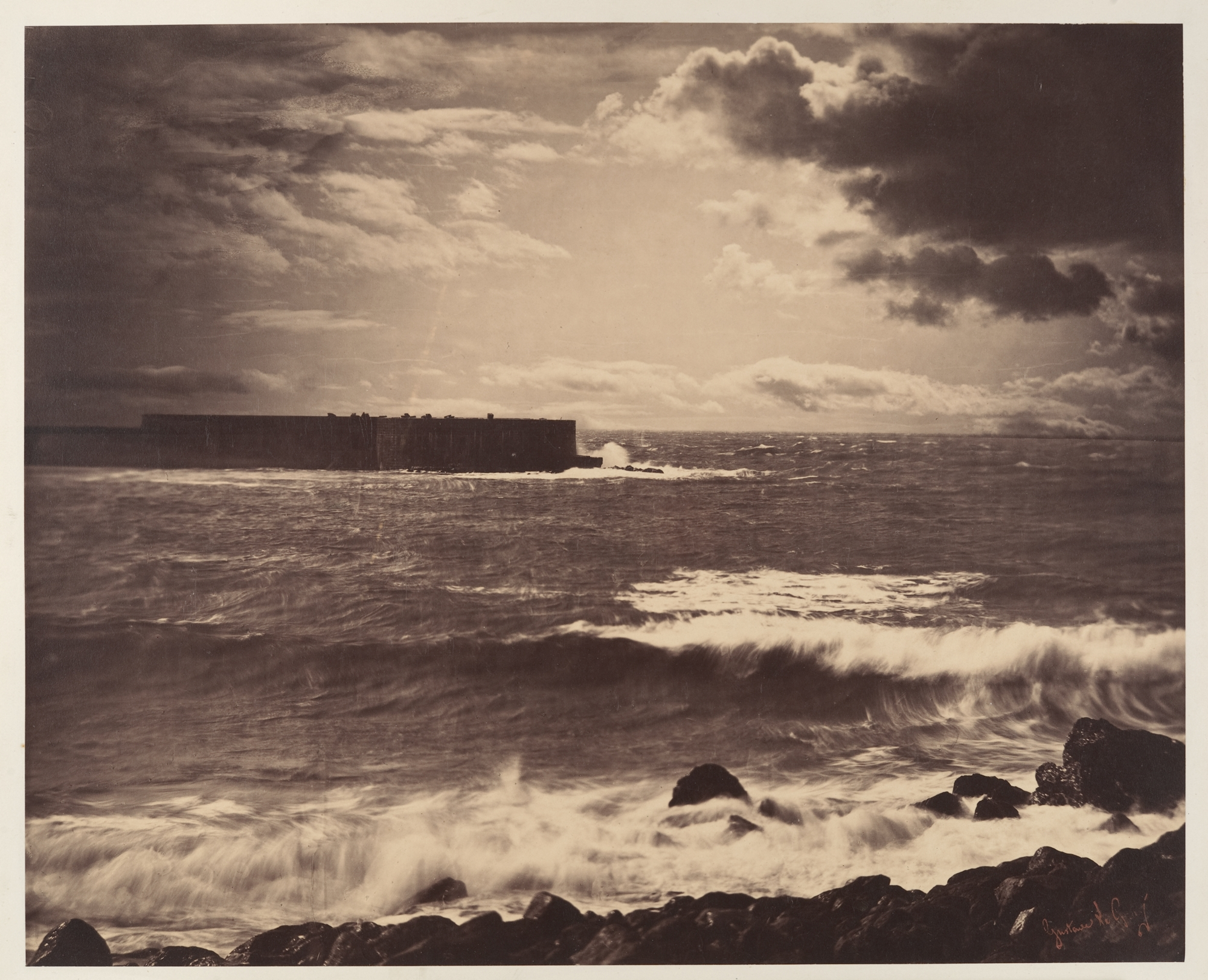
Velká vlna, Gustave Le Gray, 1857

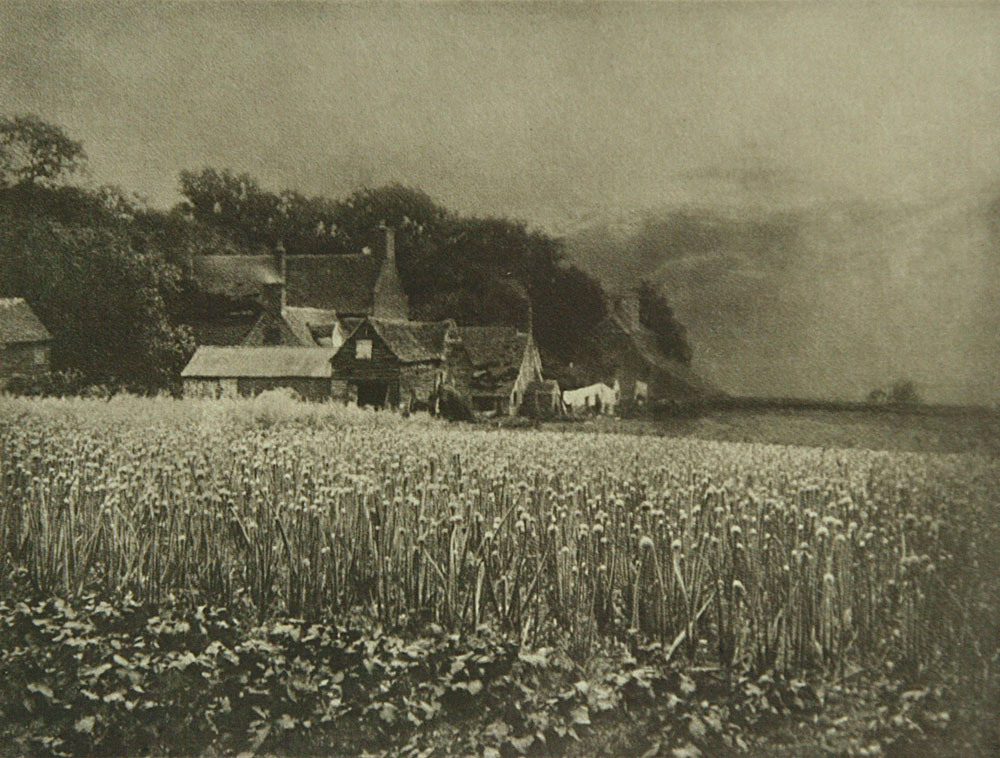
George Davison – Cibulové pole (1890), (The Onion Field), bez ostrých kontur na drsném papíře, což vyvolává dojem, že jde o malbu. Bývá považována za první impresionistickou fotografii.

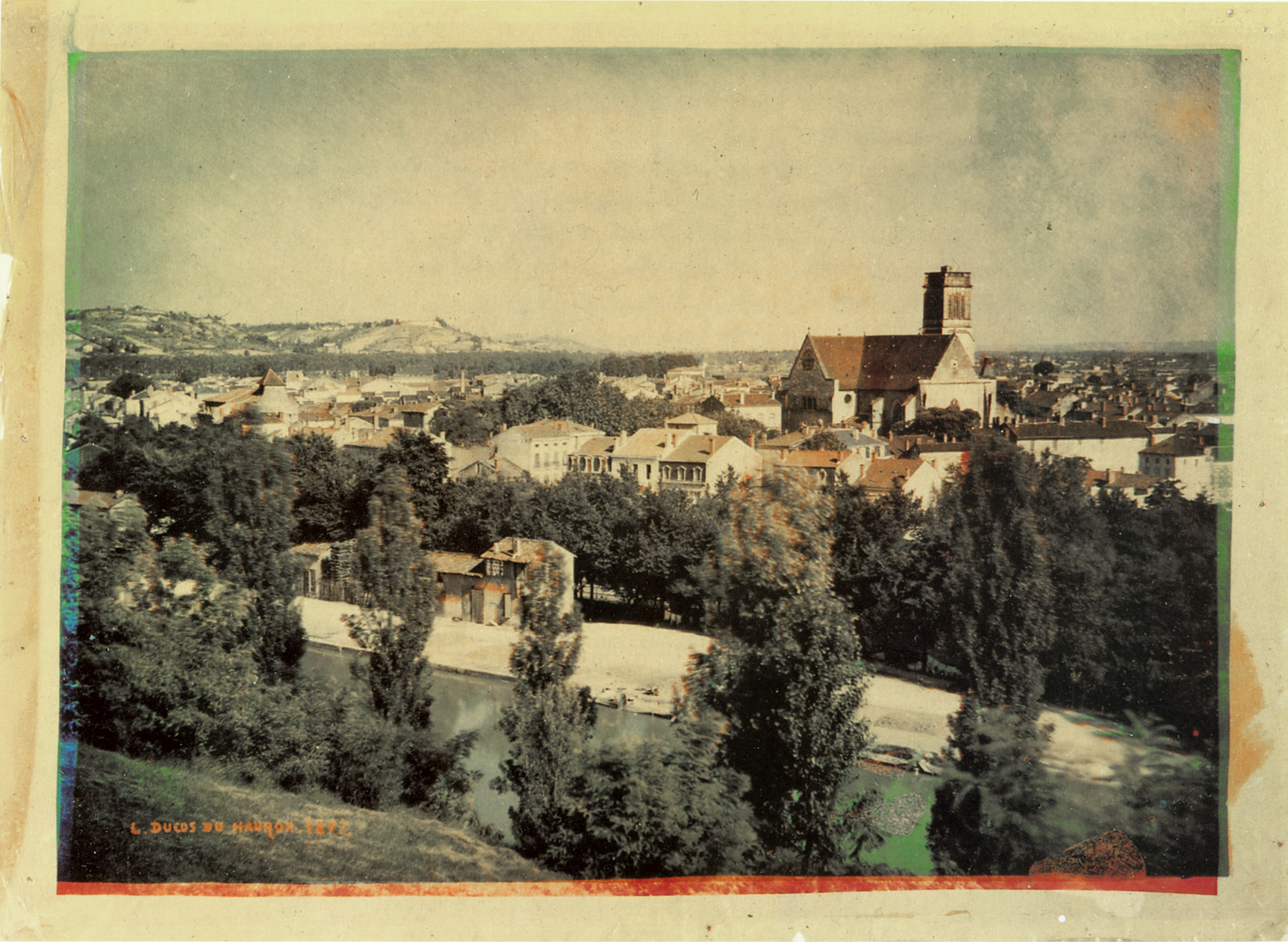
Pohled na Agen ve Francii roku 1877 od Louise Ducose du Haurona, francouzského průkopníka barevné fotografie (městská krajina)

Fotografie krajiny nebo krajinářská fotografie zahrnuje širokou škálu fotografie snímané venku a obsahuje snímky krajiny. Tvorbou takových obrazů se zabývá fotograf specialista, takzvaný krajinář. Osvojuje si postupy a techniky, které vycházejí z krajinomalby. Je součástí fotografie přírody vedle podžánrů divoká příroda, zvířata, rostliny, detailní záběry a makrofotografie přírodních scén a textur. Fotografie krajiny klade větší důraz na estetickou hodnotu snímku, než má například žurnalistická fotografie nebo dokumentární fotografie. Její historie se píše od samotného vynálezu fotografie a jejími průkopníky byli cestovatelští dobrodruzi, biologové, etnografové a objevovatelé. Byla pojímána jako edukativní, poznávací i vědecká. Dnes kromě toho přesahuje do ochrany životního prostředí.
Fotografie tohoto typu byly a jsou publikovány ve vědeckých, cestovatelských a kulturních časopisech jako jsou například National Geographic Magazine, Audubon Magazine, Koktejl a v mnoha dalších specializovaných časopisech jako například Outdoor Photographer nebo Nature's Best Photography. V České republice se krajinářské fotografii věnují časopisy Photolife, Digitální Foto nebo Foto Video.

## Historie
Fotografie krajiny je jeden z nejstarších fotografických žánrů.
Mezi lety 1841 a 1844 pořídil stovky daguerrotypických snímků krajin ve východním středomoří francouzský fotograf Joseph-Philibert Girault de Prangey. Jedná se o jedny z nejranějších dochovaných fotografií Řecka, Palestiny, Egypta, Sýrie a Turecka.
Mokrý kolodiový proces z roku 1851 rychle nahradil předešlé postupy – daguerrotypii a především kalotypii. Poskytoval kvalitní obraz s bohatším podáním polotónů a přesnější vykreslení podrobností a negativní skleněné desky ho umožnily kvalitně reprodukovat a také výrazně zkrátili expoziční čas na jednotlivé sekundy. Nevýhodou tohoto procesu bylo, že po celou dobu musely desky zůstat vlhké až do momentu expozice. Vzhledem k tomu, že kolodium schne rychle, musely se desky připravovat těsně před fotografováním – jejich vysušováním se totiž výrazně snižovala citlivost – a fotograf tak musel na cestě za pořízením snímků nosit celou příruční laboratoř a temnou komoru. Váha celého příslušenství dosahovala přibližně 50 kilogramů.
Někteří krajináři fotografovali jenom ve svých zemích, jiní se vydávali na daleké cesty do oblastí, o kterých měla společnost té doby málo obrazových informací. Uskutečňovaly se expedice do dalekých neznámých krajin, které poskytovaly neobyčejné záběry. Evropa, Asie, Dálný východ a Afrika poskytovaly fotografům nepřeberné množství námětů, které zachycené na fotografiích byly považovány za „autentické“, rozšiřovaly vzdělání a obohacovaly lidské vědění. Od padesátých let 19. století se začala psát historie takzvané cestovatelské fotografie. Jedni fotografovali pro své potěšení, druzí své snímky prodávali příznivcům s populárně vědeckými zájmy, další čerpali význam pro archeologii nebo etnologii. Po roce 1860 se vznikala na odlehlých místech fotografická studia, která prodávala pohlednice přímo turistům. Mezi průkopníky se řadí například Francis Bedford, George Bridges, Maxime Du Camp, Solomon Nunes Carvalho nebo Francis Frith.
Jedním z cestovatelských fotografů byl Brit Roger Fenton. Kromě průkopnických reportážních snímků z Krymské války nasnímal celou řadu krajinářských fotografií. Protože v té době neexistoval příliš citlivý materiál na světlo, mohl Fenton snímat pouze nepohyblivé objekty, většinou pózy. Expoziční doba byla 3–20 sekund. Fotografoval však také krajinu, včetně oblastí blízko Light Brigade popsaném v proslulém Tennysonově snímku "Útok na Light Brigade" (The Charge of the Light Brigade) byl příznačně nazván tzv. Údolím smrti (The Valley of Death). Fenton pojmenoval své fotografie podobně: Údolí stínu smrti (The Valley of the Shadow of Death). Proslul také snímky z Anglie, celé řady katedrál a opatství.
V roce 1855 převzali po Rogeru Fentonovi reportáž z Krymské války James Robertson a Felice Beato. Oba dva pak společně podnikli výpravu do Asie a oblasti Středozemního moře – Palestiny, Sýrie a Indie. Firma Robertson & Beato vyprodukovala řadu vynikajících obrazů – včetně několika pozoruhodných panoramat Malty, Řecka, Turecka, Damašku, Jeruzaléma, Egypta, Krymu a Indie.
- William Henry Jackson
- Thomas Martin Easterly

- Francie – Eugène Trutat
- Noël Marie Paymal Lerebours

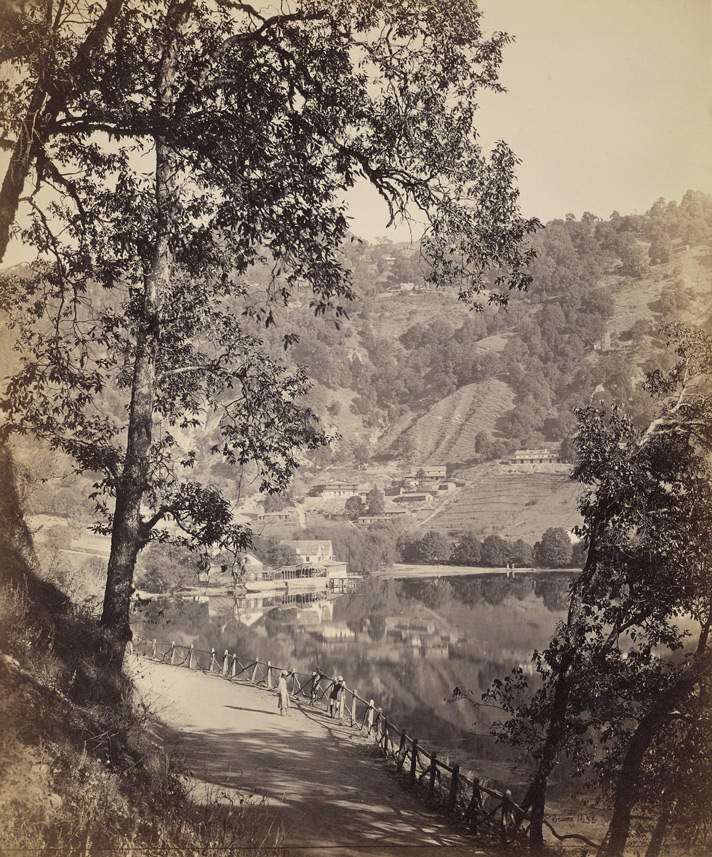
Samuel Bourne, poled na Mallital, Nainital, 1865

V norské fotografii zapustila kořeny krajinářská fotografie asi kolem roku 1860. Za jednoho z prvních krajinářů je považován Marcus Selmer, ale nejsystematičtější úsilí cestování a fotografování krajiny věnovali Knud Knudsen a Švéd Axel Lindahl.
- Anders Beer Wilse (1865–1949) byl norský fotograf, jehož fotografie dokumentují Norsko v období od raných do středních let 20. století.

Prvním Evropanem, který v letech 1863–1866 fotografoval Himálaj, byl Angličan Samuel Bourne. Bourne dokázal vyjádřit hloubku prostoru tím, že plochy dělil na popředí a pozadí. Společně s Charlesem Shepherdem založili společnost Bourne & Shepherd, která existuje dodnes. Soustředili se na oblast Indie, Barmy (dnešního Myanmaru) a Cejlonu.
Dlouhé cesty do Libanonu, Egypta, Palestiny a Turecka podnikal také Francis Frith, který pracoval se třemi různými formáty fotoaparátů. Standardní ateliérovou komorou pro desky 20 × 25 cm, přístrojem se dvěma objektivy pro pořizování stereoskopických snímků a velkoformátovým fotoaparátem z mahagonu na desky o velikosti 40 × 50 cm. V roce 1859 založil fotografický závod F. Frith and Company, který produkoval originální fotografické kopie, pohlednice a ilustrované knihy.
Nejenom Frith, ale i další fotografové museli za horkého počasí řešit technické problémy s mokrým kolodiovým procesem. Kolódium se při nanášení před fotografováním z desek rychle odpařovalo, snímek se navíc musel za vlhka ještě vyvolat.
- George Washington Wilson

- Malebné snímky Temže a Londýna James Hedderly[6]
- Francis Bedford doprovázel prince Waleského na Blízký východ[6]
- Skotsko – Thomas Annan – domy, sídla, kniha a série fotografií starých venkovských domů (Old Country Houses) v Old Glasgow Gentry.[6][9]; mezi jeho další pozoruhodné snímky patří čtyřicetikilometrová stavba vodovodního systému v Loch Katrine.
- Přátelé Alexander Henderson (1831–1913) a William Notman (1826–1891) společně podnikli v roce 1860 fotografický výlet k Niagarským vodopádům. Oba byli mezi zakládajícími členy uměleckého sdružení Art Association of Montreal a patřili do fotografického klubu Montreal Amateur Photographic Club. V 60. a 70. letech cestoval přes Quebec a Ontario a výlety do přímořských provincií a na poloostrov Labrador. Během těchto expedic vznikly fotografie nedotčeného životního prostředí, stejně jako stavby mostů a železnic, jejichž cílem byl rozvoj těchto oblastí, ale často došlo také k jejich zničení. Navštívil větší města i mnoho menších měst v těchto regionech. Zvláštní zalíbení našel v krajině poblíž řek, jako je řeka Blanche, Rouge River a Riviére du Lièvre, po které se vydal v kánoi. V roce 1870 publikoval dvě ilustrované knihy s názvem Photographs of Montreal (Fotografie Montrealu), ze které jedna prezentuje město v létě a druhá v zimě. Ve Skotsku narozený Wiliam Notman fotografoval v Kanadě.[6]
- Charles Bernhoeft

### Amerika
USA
- George Barker (1844–1894) byl kanadsko-americký fotograf nejznámější svými fotografiemi Niagarských vodopádů.
- Rudolf Eickemeyer (1862–1932) je známý svým piktorialistickým stylem, v roce 1903 vyšla jeho knížka Winter s padesáti zimními krajinami proloženými citáty autorů jako například Emerson, Whittier nebo Cowper.
- Alfred A. Hart
- Carleton E. Watkins Yosemite, The Yosemite Book 1868[6]
- Charles Roscoe Savage (1832–1909) – mezi jeho známé snímky patří propojení železnic Union Pacific a Central Pacific na mysu Summit, v Promontory, Utah, v roce 1869. Tato série je považována za jeho nejslavnější dílo. Fotografoval krajinu na západě, včetně Yellowstonského národního parku, Národního parku Zion a vytvořil mnoho obrazů dokumentujících růst měst Utah a proměny okolí.
- Isaiah West Taber
- George Fiske (1835–1918) Od roku 1879 žil a fotografoval 40 let Yosemitský národní park, Kalifornie. Velká část jeho fotografického díla byla ztracena. Na rozdíl od jiných autorů, kteří se specializovali na pořizování portrétů návštěvníků parku, Fiske se zaměřil na fotografickou dokumentaci přírodních jevů. Byl první, kdo zaznamenával tuto oblast v zimě, a vůbec celoročně, jeho často velkolepé fotografie jsou prodávány jako jednotlivé obrazy nebo v kvalitních albech, zejména v pozdějších letech. Pracoval také s Galenem Clarkem, dozorčím parku. V Clarkově knize The Yosemite Valley (1910) se nachází celá řada Fiskeho fotografií. Ve 20. letech 20. století přitáhly Fiskeho fotografie pozornost Ansela Adamse. Z některých Fiskeových velkoformátových negativů pořizoval kopie a zastával názor, že by Fiskeho práce měly být archivovány vhodným způsobem, avšak bez úspěchu. Ty, uskladněné na pile společnosti Yosemitský park, podlehly v roce 1943 dalšímu požáru.
- Timothy H. O'Sullivan zúčastnil se geologického průzkumu západního území, zachytil horské scenerie nebo různé skalní útvary s podrobnou kresbou struktury povrchu. Fotografie z expedice vydal ve třech objemných svazcích.[6] Jeho fotografie byly mezi prvními, které zaznamenaly historické zříceniny Navajů a vesnice Pueblo na jihozápadě. Fotografoval přírodu jako nezkrocenou, bez průmyslu a bez použití klasických kompozic krajinomalby. Kombinoval vědy a umění, aby vytvořil přesné záznamy o mimořádné kráse. Využíval vhodně pohybové neostrosti tam, kde mohl zvýraznit dramatičnost situace.[10]

V roce 1872 se jako náhradník za Sullivana zúčastnil fotograf William Bell (1830 Anglie – 1910 USA) průzkumné expedice George Wheelera, jejímž úkolem bylo mapování americké země na západ od 100. poledníku. Během výpravy pořídil celou řadu velkoformátových snímků a stereofotografií krajin v poměrně neprozkoumané oblasti poblíž řeky Colorado River ve státech Utah a Arizona. Během expedice experimentoval se suchým želatinovým procesem, na který se stal velkým odborníkem. Používal dva fotoaparáty – velkoformátový fotoaparát o rozměrech desky 28×20 cm a kameru o rozměrech 20×13 cm pro stereofotografie. Krajinářské fotografie v jeho díle zastupují například: Grand Canyon, Marble Canyon, řeka Paria River, Mount Nebo a stará mormonská sídla v Mona v Utahu.
- John Karl Hillers (1843–1925) strávil dvacet let zkoumáním a fotografování amerického západu.[13] Zúčastnil se expedice po řece Colorado, byl šéffotografem Powellových expedic po Grand Canyonu, dokumentoval první expedici Jamese Stevensona na jihozápad a také Zuni Pueblo v Novém Mexiku. Je autorem 3 000 negativů z Powellových expedic a 20 000 negativů vzniklých spoluprací s Etnologickým úřadem.[14] Velké množství jich je pořízeno ve stereoformátu.
- Sarah Hall Laddová (1860–1927) byla piktorialistická fotografka, členka oregonského Oregon Camera Clubu, spolku Fotosecese. Známé jsou její snímky, které pořídila během cesty po řece Columbii s fotografkou Lillyí Whitovou na hausbótu Raysark, který obsahoval na palubě vlastní temnou komoru.[15]

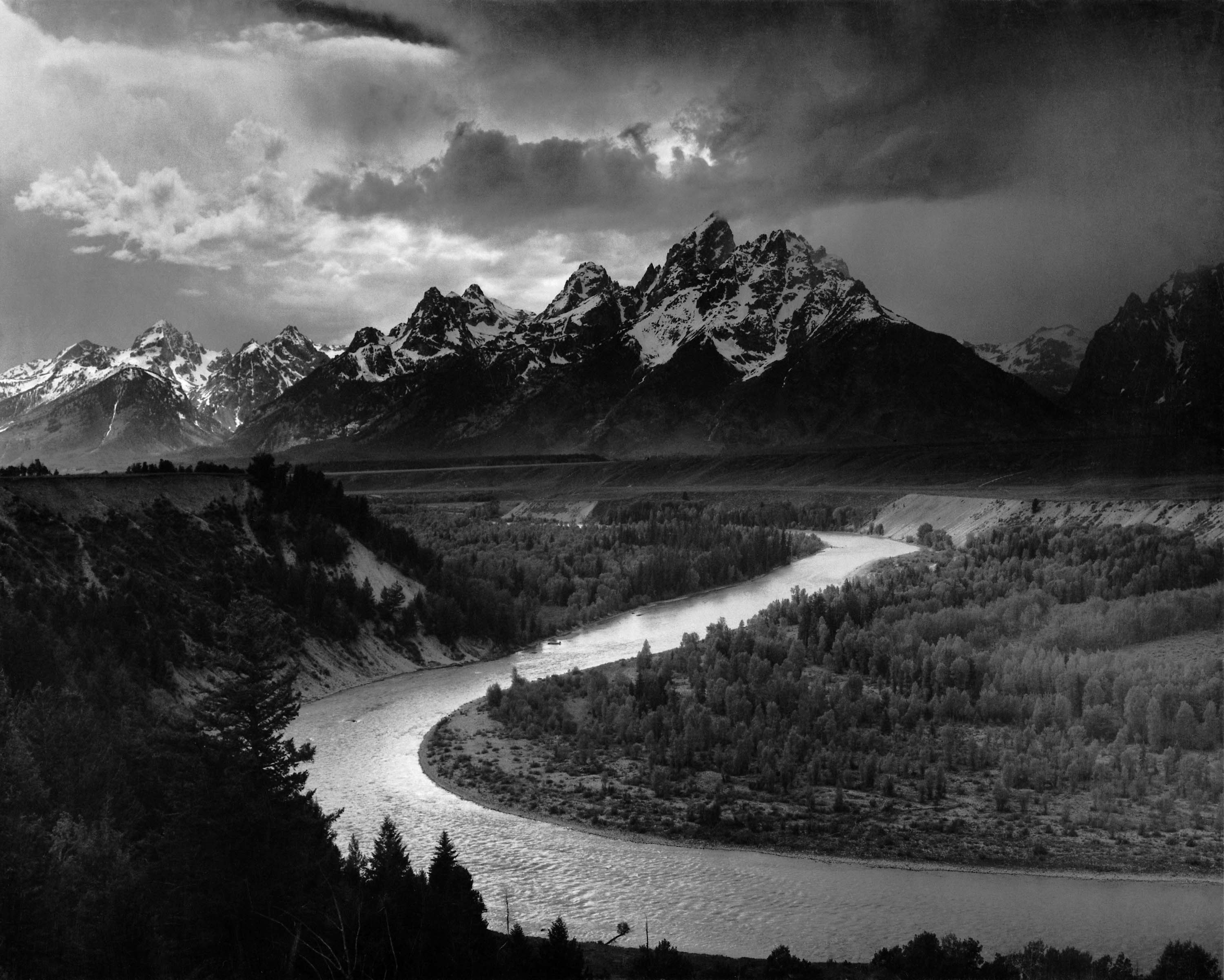
Ansel Adams: Tetonské hory a Hadí řeka, 1942; fotografie je jedním ze 115 obrázků, které jsou na zlaté desce Voyageru, uložených v sondách Voyager 1 a Voyager 2

Průkopníky modernistických krajinářských kompozic ve 20. století v zahraničí byli Edward Weston, Alfred Stieglitz nebo Ansel Adams.
V duchu secesní a symbolistické poetiky fotografoval krajiny Američan Edward Steichen. Jeho gumotisk Měsíční svit na rybníku, který pořídil v roce 1904 byl o sto let později v aukci Sotheby's prodán za 2.928.000 dolarů. Jedná se o jednu z prvních skutečně barevných fotografií vytvořených ušlechtilým gumotiskem.
William Eggleston fotografoval na americkém jihu, Jeff Wall krajinu využíval jako místo pro inscenaci různých konceptuálních výjevů.
- William B. Post výtvarný fotograf
- Andrew Joseph Russel dopravní projekty, stavba železnice
- Trude Fleischmann (1895–1990) byla rakousko – americká fotografka, která V letech 1913–1916 získala vzdělání na Grafickém ústavu ve Vídni. Od poloviny třicátých let se zabývala hlavně krajinářskou fotografií. Po připojení Rakouska k Německu se jí v září 1938 podařilo uprchnout s pomocí americké fotografky Marion Post Wolcott, s jejíž sestrou studovala ve Vídni. Nejprve odešla do Paříže, později do Londýna a nakonec do New Yorku. Fotografii se věnovala až do roku 1969.
- Victor Diaz Lamich (* 1966, Chile) vydal knihy o Mexiku a Dominikánské republice.
- Sally Mann (* 1951, USA) je známá svými velkými černobílými fotografiemi krajin a portrétů. V polovině 90. let začala fotografovat krajinu na mokré skleněné kolodiové negativní desky 8×10 a opět používala stejný 100 let starý 8×10 měchový velkoformátový přístroj. Tyto krajiny poprvé zveřejnila na výstavě Still Time a později v roce 1997 na výstavě v Edwynn Houk Gallery v NYC: Sally Mann – Mother Land: Recent Landscapes of Georgia and Virginia a v roce 1999 na výstavě Deep South: Landscapes of Louisiana and Mississippi. Mnoho z těchto velkých (100×130 cm) černobílých snímků bylo pořízeno metodou mokrého kolodiového tisku z 19. století. Skleněné desky potažené kolódiem a máčené v dusičnanu stříbrném byly vystaveny ještě mokré. Vznikly tak fotografie, které New York Times označil jako "vířivé, éterické obrázky s nadpřirozenou čistotou".[18]

Kanada
- Hans-Ludwig Blohm, (* 1927) je kanadský fotograf německého původu. Po tři desetiletí navštěvuje Arktidu, kanadské oblasti a regiony na Aljašce, aby zachytil snímky a příběhy Inuitů. Jeho krajiny a portréty se objevily v mnoha knihách a časopisech, dvacet tři jeho fotografií se objevilo na kanadských poštovních známkách. Jeho samostatné fotografické výstavy putovaly po čtyřech kontinentech a jeho 17 knih se prodává po celém světě.

Brazílie
- Marc Ferrez

### Evropa
Anglie
- Francis Meadow Sutcliffe (1853–1941)
- James Valentine (1815–1880)
- James Booker Blakemore Wellington byl významný piktorialistický fotograf inspirovaný obrazy Johna Constabla a Thomase Gainsborougha. V roce 1892 dostal nabídku stát se členem spolku Linked Ring Brotherhood a byl členem poroty pro výběr a schvalování výstav pro společnost Photographic Society of Great Britain.[19] Často vystavoval s Královskou fotografickou společností.[20]
- Alfred Horsley Hinton (1863–1908) se specializoval na krajiny, které zobrazoval velmi dramaticky.

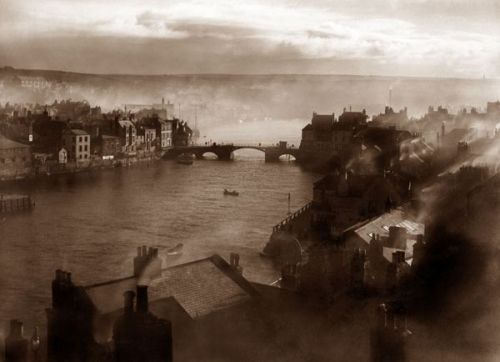
Francis Meadow Sutcliffe: Whitby, okolo roku 1890
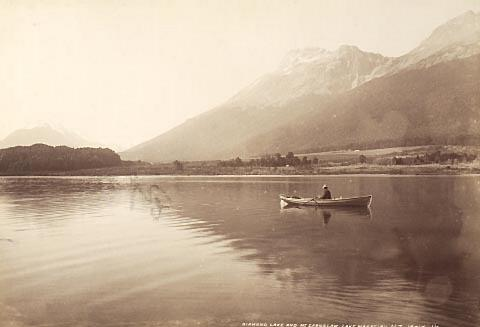
James Valentine: Jezero Diamond Lake a hora Mount Earnslaw, albuminový tisk, asi 1885
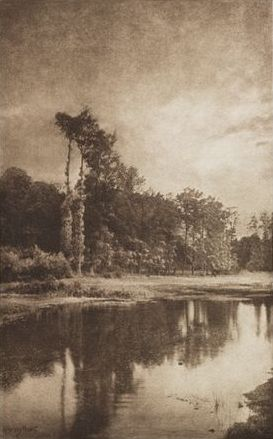
Alfred Horsley Hinton: Melton Meadows, Hinton věřil, že toto je jeho nejlepší fotografie

Francie
- Bratři Louis-Auguste Bisson a Auguste-Rosalie Bisson (1826–1900) v roce 1860 se zúčastnili společně s Napoleonem III. jeho návštěvy ve Savojsku a Švýcarsku a pořídili tam pozoruhodné obrazy krajiny. Po obdržení povzbudivé reakce na jejich práci, vystoupili následující rok bratři Bissonovi na horu Mont Blanc, přičemž s nimi putovalo pětadvacet nosičů technického vybavení. Museli nahoru dopravit temnou komoru včetně kamínek na rozehřátí sněhu, vše okolo 250 kg. Fotografie byly provedeny s využitím kolodiového procesu na velkoformátové negativy, často až 30 × 40 cm.[6]
- Louis-Alphonse Davanne měl výborné znalosti chemie a využíval ji k technicky perfektním snímkům. Spoluzaložil organizaci Société française de photographie.[6]
- Charles Marville městské veduty, přestavba Paříže za vlády Napoleona III.[6]
- Camille Silvy – silně romantické krajiny s osobitým rázem a atmosférou, informace o typických znacích místa zůstala nepodstatná.[6]

Francouzští fotografové v zahraničí
- Desiré Charnay starobylé chrámy v Mexiku se sugestivním účinkem. Sestavil dvě velkoformátová alba.[6]
- * Jean Laurent Minier (1816 Garchizy, Nevers, Francie – 1886, Madrid, Španělsko) byl francouzský fotograf působící v 19. století především ve Španělsku.[22] V roce 1843 se usadil v Madridu[23] a od roku 1855 fotografoval panoramata měst, krajin, památek a uměleckých děl na Pyrenejském poloostrově.

Itálie
Italské prostředí bohaté na malebné městské veduty a přírodní scenérie přímo vybízelo k fotografování romantických záběrů.
- Carlo Ponti Benátky, Padova, Verona[6]
- V italské Florencii v roce 1852 založili tři bratři – Leopoldo (1832–1865), Romualdo (1830–1890) a Giuseppe (1836–1890) Alinariové nejstarší fotografickou firmu na světě – dosud existující (2011) – s názvem Fratelli Alinari (Bratři Alinariové). Ateliér se specializoval na portréty, pohlednice krajin a architektury, fotografie uměleckých děl a historických památek.[6]
- Giacomo Brogi spolupracoval s Italskou fotografickou společností a vlastnil studia ve Florencii, Neapoli a Římě. Po Brogiho smrti převzal živnost jeho syn Carlo Brogi. Brogiho fond obsahuje více než 8000 fotografických portrétů, krajin a pohledů na město označených Edizioni Brogi Firenze.
- Alfred Noack (1833–1895) pocházel z německého Saska, v 60. letech 19. století fotograficky objevil Italskou riviéru, kromě toho pořídil tisíce snímků v Janově.
- Robert Turnbull Macpherson pocházel ze Skotska, v Římě začal fotografovat město a jeho památky, dokonale skloubil obraz objektů v popředí s pozadím, všímal si průhledů skrze zříceniny a podobně.[6]

Studio Sommer and Behles (aktivní 1867–1874) vlastnili němečtí fotografové Giorgio Sommer (1834–1914) a Edmund Behles (1841–1924). Studio se nacházelo v Římě a pobočku mělo v Neapoli, Sommer byl jmenován oficiálním fotografem Viktora Emanuela II. – prvního krále sjednocené Itálie. Zapojil se do všech možných aspektů fotografického podnikání. Vydával své vlastní fotografie, které prodával ve svých studiích a zákazníkům v celé Evropě. V pozdějších letech fotografoval vlastní obrazy pro knižní ilustrace, tiskl svá vlastní alba a pohlednice. Využíval všechny populární formáty své doby: carte de visite, stereofotografie a velké pohlednice na albuminovém papíře.
- Vittorio Sella (1859–1943) byl italský fotograf a horolezec, který se specializoval na fotografie hor, které jsou považovány za jedny z nejkrásnějších vůbec.[24][25] Vysoká kvalita jeho fotografií byla díky používání fotografických desek o velikosti 30 × 40 cm, a to i přes obtížnou dopravu objemného a křehkého zařízení do vzdálených míst. Musel vymyslet rafinovanou konstrukci, včetně modifikovaného nosného sedla a batohu, aby mohly být tyto poměrně velké skleněné desky přepravovány bezpečně.[26] Jeho fotografie byly často publikovány a vystavovány, velmi je ocenil Ansel Adams, který jich viděl třicet jedna, které Sella vystavoval v americkém Sierra Clubu a prohlásil o nich, že "jsou zcela jistě inspirovány zbožnou úctou".[27] Řada jeho fotografií hor, které pořídil, nebyly do té doby ještě zaznamenány, a tak mají kromě umělecké také historickou hodnotu, například záznam ústup ledovců v pohoří Ruwenzori ve střední Africe.[28]

Německo
- Průkopníky krajinářské fotografie v 19. století byl například Hermann Krone. Zachytil veduty Drážďan.[6]
- Centrum krajinářské fotografie v Hamburku: Charles Fuchs, Carl Friedrich Höge a Gustav Koppmann (1842–1909)[6]
- Rudolf Franz Lehnert (1878–1948), narozený na českém území, spolu s Němcem Ernstem Heinrichem Landrockem (1878–1966) založili fotografickou společnost Lehnert & Landrock, která úspěšně publikovala svá díla z Blízkého východu v Tunisu, Mnichově, Lipsku a Káhiře.

Belgie
- Gustave Marissiaux byl fotograf piktorialista, spolu s Leonardem Misonnem jsou považováni za nejvýznamnější belgické umělecké fotografy své doby.

Nizozemsko
- Adriaan Boer (1875–1940) byl známý portrétista, piktorialsta, krajinářský fotograf a průkopník amatérské fotografie v Nizozemsku. V roce 1893 si otevřel fotoateliér v Nijkerk a v roce 1897 se přestěhoval do Baarn. Postupně od portrétní fotografie přecházel na uměleckou fotografii ve stylu piktorialismu. Fotografoval krajinu, rolnické scény, interiéry, zátiší a umělecké portréty. Dával přednost bromolejotiskům, uhlotisku a gumotisku.

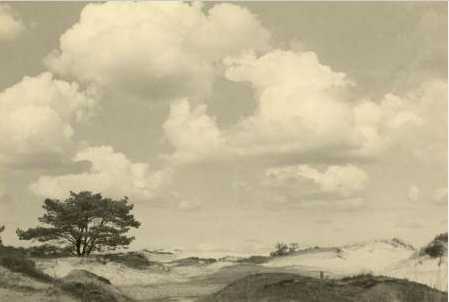
Adriaan Boer: Duny

Rakousko
- Rakouský Trojlístek: Hugo Henneberg, Heinrich Kühn a Hans Watzek
- Artur Nikodem

- Abdullah Frères (Bratři Abdullahovi) byl fotografický ateliér v hlavním městě osmanské říše Istanbulu, který existoval v letech 1858–1900. Vlastnili jej arménští bratři a fotografové Viçen (nebo Vhichen) (1820–1902),  Hovsep (1830–1908) a Kevork Abdullahovi (1839–1918). Vedle Pascala Sébaha byli jedněmi z nejvýznamnějších profesionálních fotografů svého času v Osmanské říši.

Finsko
- Into Konrad Inha (1865–1930) byl žánrový fotograf, spisovatel, překladatel a umělec. Patřil mezi velké mistry finské fotografie. Vynikal zejména v dokumentování folklóru, starého způsobu života a finské krajiny.

Ostatní
- Léonard Misonne (1870–1943) byl belgický piktorialistický fotograf inklinující k avantgardním kruhům umělecké fotografie. Věnoval se především vizuálním výtvarným efektům světla a vystihnutí nálady a atmosféry. Pro vizualizaci svých nápadů používal převážně fotografické ušlechtilé tisky, zejména bromolejotisk. Za svůj sklon k impresionistické neostrosti si později vysloužil označení „Corot ve fotografii“.
- Terje Sørgjerd (* 1979) je norský fotograf přírody a filmař, otografoval například sopku Eyjafjallajökull při její aktivitě na Islandu v dubnu 2010. Od roku 2011 se soustředí na zachycení některých z nejkrásnějších světových míst.

### Afrika
Auguste Maure a Marius Maure patřili k průkopníkům fotografie, kterým učarovala Biskra – atmosféra nadčasové oázy v alžírském stylu, kde se zdálo, že zůstala zmrazena od starověku. Jeho fotografie ukazují fascinovaný a uctivý pohled na toto místo a jeho obyvatele. Augustus přišel do Biskry ve svých patnácti letech a rozhodl se zde usadit. Byl aktivní v období 1860–1907 během kterého pořídil mnoho fotografií z jižního Alžírska. Portrétoval členy kmene Ouled Naïl, berberské tanečníky oblečené v tradičních kostýmech a ozdobených šperky. Tyto exotické snímky velmi oceňovali turisté přijíždějící do Alžírska.

### Asie a Dálný východ
- Pierre Joseph Rossier (1829-mezi 1883 a 1898) byl švýcarský průkopník fotografie. Fotografoval převážně na albuminový papír, zhotovoval stereofotografie a carte de visite, komponoval portréty, městské scenérie a krajiny. Působil v Asii několik let, produkoval první obchodní fotografie v Číně, Filipínách, Japonsku a Siamu (nyní Thajsko). Byl prvním profesionálním fotografem v Japonsku, kde učil fotografy jako byli Ueno Hikoma, Kuwadžiró Horie (1831–1866), Genzó Maeda (1831–1906), ale i řadu méně známých příslušníků první generace japonských fotografů. Ve Švýcarsku založil fotoateliéry ve Fribourgu a Einsiedelnu, ale fotografoval po celé zemi. Byl důležitou osobností v rané historii fotografie a to nejen kvůli jeho obrazům, ale také kvůli zásadnímu vlivu jeho učení v počátcích japonské fotografie.

Ueno Hikoma (1838–1904) byl průkopníkem japonské fotografie. Je známý svými jemnými portréty, často významných japonských a zahraničních osobností a svými krajinářskými fotografiemi z Nagasaki a okolí. Ueno byl vůdčí postavou japonské fotografie devatenáctého století jak komerčně tak i umělecky úspěšný fotograf a instruktor.
Dalším průkopníkem byl Japonec Jokojama Macusaburó, který se věnoval také litografii a výuce fotografie.
Frank S. Matsura (1873–1913) byl japonský fotograf působící na počátku dvacátého století, který v roce 1901 odcestoval z Japonska do Ameriky, kde pořídil více než 1800 fotografií a skleněných desek.
- John Thomson – fotografie z Dálného východu z období viktoriánské Británie dávají zprávu o obyvatelích země a kultury v Číně a jihovýchodní Asii.
- Kójó Okada (岡田 紅陽, 1895–1972) byl renomovaný japonský fotograf,[31] známý především svými snímky symbolické hory Fudži, kterou fotografoval více než 40 let. Snímal ji ze země, ze vzduchu, ve všech náladách, z každého úhlu i v každé denní době.[32]

| „            | Celkem jsem fotografoval tuto horu více jak 150 000 krát, ale obávám se, že jsem dosud nevyužil všechny možnosti. | “ |
| — Kójó Okada | |   |

### Další země
- Herbert Ponting (1870–1935) – anglický polárník a cestovatel.
- Frank Hurley (1885–1962) – australský polárník a cestovatel.
- Alberto Henschel (1827–1882) Německo brazilský fotograf krajin a portrétů.
- Félix-Jacques Moulin (1802–1875) francouzský fotograf a cestovatel.
- Sergej Borisov (1867–1931) z Ruska fotografoval pohoří Altaj v období 1907–1914.

Austrálie
- Harold Cazneaux (1878–1953) byl australský piktorialistický fotograf a pionýr australské fotografie. Jeho styl měl nesmazatelný vliv na vývoj historie fotografie v této zemi.
- John William Lindt (1845–1926) byl jedním z předních australských fotografů 19. století narozený v Německu. Je známý svými aranžovanými a studiovými portréty domorodých lidí Nové Guineji.[33]

- Peter Lik (* 1959) se věnuje panoramatické fotografii. V roce 2010 pořídil fotografii One, kterou anonymní sběratel zakoupil v prosinci téhož roku za 1 000 000 amerických dolarů[34][35][36] a fotografie se tak zařadila na seznam nejdražších fotografií.

Další
Na přelomu 80. a 90. let minulého století došlo k velké obrodě krajinářské fotografie. Vznikly velké barevné zvětšeniny postindustriálních krajin například německých autorů Andrease Gurského, Thomase Ruffa a dalších. Velký formát umožňuje divákovi na výstavě do krajiny „téměř vstoupit“. Fotografie přestala být jenom kompozicí, tonalitou nebo pouhou náladou jaká je obvyklá u Edwarda Westona, Ansela Adamse, ale i u Josefa Sudka. Snímky začaly být velké, plné barev, detailů a netradičních pohledů na objekt a prostor jako takový.
Nemělo by být zapomenuto na krajináře jako jsou například žák „düsseldorfské školy“ Lewis Baltus, Japonec Hiroši Sugimoto Edward Burtynsky, fotografové „helsinské školy“ a další.
Od té chvíle se fotografování krajiny vyvíjelo v mnoha směrech. Například Margherita Spiluttini zobrazovala velkoformátové fotografie lidí v prostředí lomů nebo Alpy změněné dopravními cestami a vodními díly. Způsob snímání lidského zásahu v krajině nebo dokumentace současných událostí přesahovala do dokumentární fotografie.
Zatímco Spiluttini a mnoho dalších zástupců se zabývalo konkrétní krajinářskou fotografii, někteří moderní fotografové, jako například Fin Miklos Gaal snímá aranžované scény s posunutou rovinou ostrosti, jakoby používal speciální fotoaparát. Vznikají tak surrealistické scény připomínající makro snímky z modelové železnice.
Finská autorka Elina Brotherus do krajinářské fotografie vkládá své osobní mytologie a ženská témata převážně ve druhé polovině 90. let 20. století. Rukopis jejích děl ovlivnilo finské prostředí a severské podmínky, které vytvářejí pocit chladného světla a ocelové barevnosti s důraznými teplými akcenty.
Člen agentury Magnum Photos Stuart Franklin se zabývá dokumentací krajin, které jsou nějakým způsobem ohrožené nebo zdevastované člověkem. Například odlehlá část Řecka zvaná Arcadia by za starých Řeků zemí hojnosti a dnes, o 5000 let později místo zeleného ráje tu zůstala krajina zdevastovaná po těžbě fosilních paliv.
- Denis Ponté
- Francie Arnaud de Gramont
- Peter Mirom (* 1919, Německo, Izrael) – Během své práce rybáře fotografoval Chulské jezero a následně v letech 1951 až 1958 zaznamenával jeho vysychání, za celou dobu vznikl cyklus Píseň umírajícího jezera.

## České země

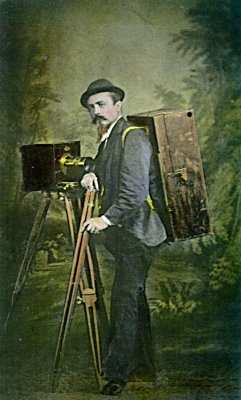
Jindřich Eckert s vybavením fotografa krajin (autoportrét), kolorovaná vizitka, kolem 1870

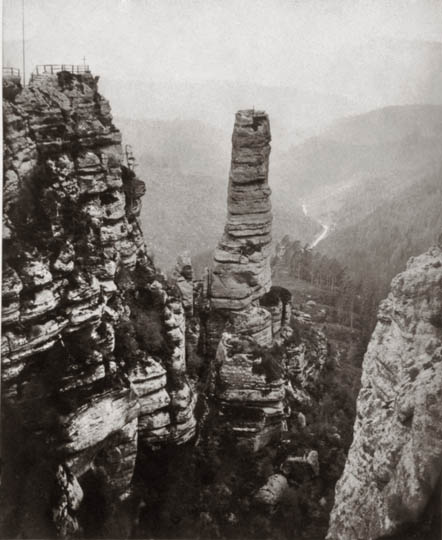
Hermann Krone, Malý pravčický kužel, 1853

Česká fotografie se vyvíjela v souladu s evropským myšlením a trendy, do roku vzniku samostatného státu roku 1918 v propojení s dalšími národy v rakouských zemích. Celkem obvyklé bylo studium ve Vídni, v Mnichově a dalších německy mluvících městech. Po vzniku První republiky se pak orientace přes Německo rozšířila i na Paříž.
Fotografická tvorba (stejně jako ostatní výtvarné umění) však byla také několikrát hermeticky uzavírána: v protektorátu za okupace německými vojsky, v období stalinismu nebo po vstupu vojsk Varšavské smlouvy v roce 1968 během normalizace. Konec dvacátého století přinesl revoluční předěl v technice snímání směrem k digitálnímu záznamu a jeho počítačové manipulace.
Celou řadu snímků zejména českého venkova, ale také záběry z Holandska, Francie a Istrie pořídil na počátku 20. století Karel Kruis.

### 1839–1918
Jindřich Eckert kromě místopisných fotografií z Prahy dokumentoval přírodní krásy Čech. V letech 1802–1884 vytvořil významné soubory fotografií ze Šumavy a z Krkonoš. V letech 1891 a 1894 vydal publikaci s názvem Krajinné obrazy z Čech fysionomicky a geologicky zajímavé. Ve stejném období Šumavu fotografoval také Adolph Alphons, pyšnící se titulem královský bavorský dvorní fotograf. nebo Wilhelm Georg Bendel a P. Franz Fischer fotografové Českého Švýcarska a Šluknovského výběžku. Jan Benda se s fotoaparátem pohyboval ve středních Čechách v okolí Berouna a Rakovníka, kde se zaměřoval na železnice, hrady a zámky. Ve Slaném působil profesionál František Duras a pohlednice středního Povltaví, dolního Posázaví a širokého okolí Davle pořizoval Josef Dvořák, v okolí Třebíče se pohyboval Eduard Josef Ehrlich. Pohlednice Krkonoš pořizoval technikou pigmentového tisku nebo gumotisku lékař Jaroslav Feyfar, který si bral fotoaparát s sebou při cestách za pacienty. Nelze zapomenout také na cestovatele Alberto Vojtěcha Friče, který fotografoval na svých zahraničních cestách.
Významným krajinářem byl také Vladimír Jindřich Bufka, v jehož díle vedle portrétů zaujímají nejdůležitější místo právě krajiny; zvláště pozoruhodná jsou jeho nokturna, považovaná za jeho specialitu.
- Pavel Albieri
- František Krátký
- Pavel Socháň (1862–1941)

### Po roce 1918
Významným fotografem byl Josef Sudek, který fotografoval zrcadlovkou 9 × 9 cm kolínskou krajinu okolo Labe, za kterou získal první cenu na členské výstavě v Českém klubu fotografů amatérů v Praze. Vyhledával světelné nálady, čitelný byl vliv romantismu a pokud jde o zobrazování dění v krajině, Sudkovou specialitou byla příroda ve větru (Vítr, 1923–1924, Před bouří, 1924) a znázornění mraků (Dítě a mrak, 1924–1929). Jeho práce jsou ve světě uznávány pro svoji poetičnost, romantiku a průzračnou čistotu. Josef Sudek však dokázal nalézt křehkou a pomíjející krásu i v mostecké krajině zničeném těžbou uhlí. Tento cyklus nasnímaný v letech 1957–1962 a nazvaný Smutná krajina přesahoval z výtvarné dokumentární krajinářské fotografie do tématu ochrany životního prostředí. Tyto snímky jsou považovány za jedno z prvních ekologicky významných děl v české fotografii. Jeho následovníkem, který snímal podobné téma na stejném místě, byl Josef Koudelka.
Fotografie Eugena Wiškovského, který patří k předním českým fotografům 30. let, jsou zaměřeny na tvar a estetiku fotografovaného předmětu, ať už se jedná o průmyslovou architekturu, krajinu nebo geometrické detaily.
- Jindřich Hatlák (1901–1977) se věnoval portrétní a krajinářské fotografii. Jeho práce byly oceněny na mezinárodních soutěžích (Japonsko 1922, Anglie, Spojené státy americké). Ve svých začátcích se věnoval ještě technikám ušlechtilých tisků, jako byly gumotisk, olejotisk, bromolejotisk a pigmentový tisk. Později přešel ke stylu nové věcnosti.

V Čechách se v druhé polovině dvacátého století zabýval panoramatickou krajinou Jiří Toman a Ivo Přeček. Dalšími autory, kteří významně zasáhli do krajinářské fotografie byli ještě nejmenovaní Karel Kuklík, Jiří Poláček, Ján Rečo nebo Bohumír Prokůpek.
- Rudolf Janda (1907–2000) se specializoval na fotografii krajiny, obzvláště prales Mionší. Jako první fotograf ve třicátých letech 20. století objevil kouzlo tohoto pralesa pro veřejnost a později sem přivedl svého přítele Josefa Sudka nebo Petra Helbicha.[55]

Umělecký tandem Lukáš Jasanský a Martin Polák na krajinu hledí s jistou ironií a z úhlu městského pohledu.
Sudkův dřevěný deskový fotoaparát zdědil Jan Reich, který v publikaci Bohemia představil českou krajinu. Na této publikaci, která obdržela literární cenu Magnesia Litera – 2006 – Kniha roku, Reich pracoval v letech 1994–2004.
Jako volnou uměleckou tvorbu krajinu a land-art fotografuje Jan Pohribný. Klade důraz na nezvyklé až absurdní propojení fotografovaného předmětu či člověka s reálným prostorem anebo imaginární realitou. S pomocí metody luminografie a vícenásobné expozice vytváří v exteriéru předem připravené komponované scény.

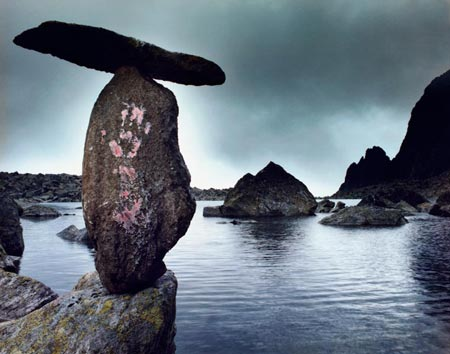
Jan Pohribný: Megalit land, 1988
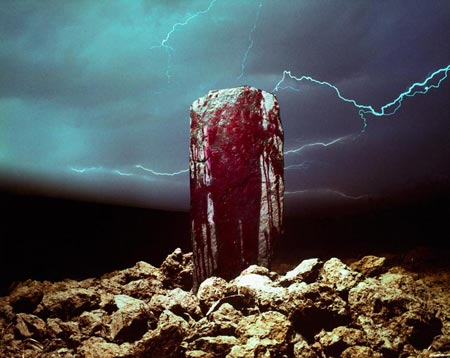
Jan Pohribný: Svůdce, 1989
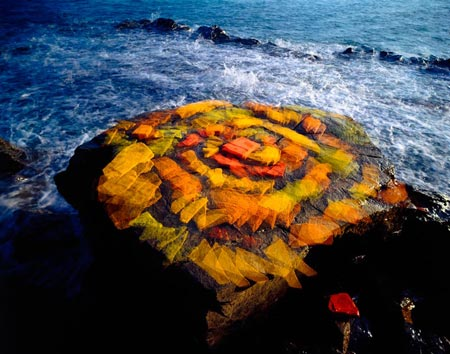
Jan Pohribný: Imperia, 1992
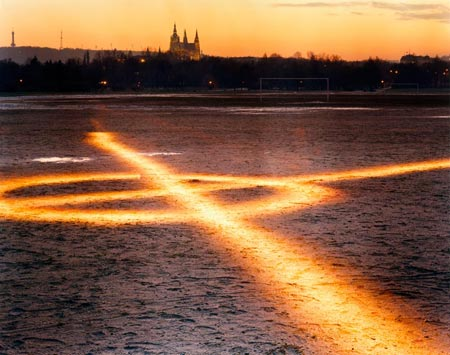
Jan Pohribný: Letná, 1997

Technice luminografie se věnoval také Jiří Šigut, který zaznamenával světelné situace svých nočních procházek na kontrastních černobílých snímcích. V devadesátých letech se věnoval technice fotogramu, kdy fotocitlivý papír rozmísťoval a nechával ležet v krajině. Papír po několikadenní expozici ustálil.
| „            | Jsem fascinován možností fotopapírů věrně zobrazit a následně uchovat pomíjivé. Zaznamenat procesy a živly trvající miliony let, které vnímal i první člověk. Mým pocitům často chybějí slova, ale zůstávají papíry s nepatrnými záznamy pohybu větru, plynutím vody, spadnutým listem - s otiskem světa. | “ |
| — Jiří Šigut | |   |

Oživením v tomto oboru byly pokusy konceptualistů v 70. a 80. letech, kdy záznamy jejich akcí v plenéru často přinášely nové objevy pro krajinářskou fotografii. Cílem autorů však nebyly fotografie, ty byly původně jen dokumentem akce. Koncem 60. let začal Jan Ságl společně se svou ženou Zorkou Ságlovou organizovat akce v přírodě, které měly svůj původ v happeningu. Zcela dominantní úlohu ve velké řadě akcí sehrála krajina. Například při uskutečnění akce Házení míčů do průhonického rybníka Bořín v dubnu 1969 byli součástí hry také diváci. V roce 1970 se uskutečnily ještě dvě land-artové akce: Pocta Gustavu Obermanovi na Bransoudově – u Humpolce a Kladení plín u Sudoměře. Jan Ságl se akcí své ženy účastnil v roli aktéra a dokumentárního fotografa. Snímek v těchto případech byl jediným trvalým „výsledkem“ činnosti a stal se později součástí knih a má své místo v galeriích současného umění. Ságl sám vydal několik knih s krajinářskou tematikou – Jihočeská krajina, Severozápadní Čechy a po Sametové revoluci vyšly ještě dvě knihy s názvy Krajina a Art cult. Dokumentuje krajinu proměněnou člověkem a zaznamenává jeho stopy.
Velmi osobní vztah ke krajinářské fotografii má Pavel Baňka, pro kterého není krajina jen příroda a její záznam, ale vstupují do ní i další elementy, člověka nevyjímaje.
| „                   | Krajinu můžeme vnímat jako scenérii toulek při úniku z měst, jako postindustriální prostor pro záznamy soudobých hledání vazby mezi novými civilizačními vrstvami a původními romantickými představami, jako přírodní divadlo pro naši sebeprojekci. | “ |
| — Pavel Baňka, 2006 | |   |

Člen agentury Magnum Photos Josef Koudelka se od osmdesátých let dvacátého století zabývá zásahy člověka do krajiny a zachycováním stop, které člověk v krajině zanechá. V roce 1994 na objednávku ministerstva zemědělství vypracoval studii české krajiny v Podkrušnohoří zdevastované industrializací a přírodními katastrofami s názvem Černý Trojúhelník. Koudelka se nezabývá pouze destrukcí krajiny průmyslem, ale také životností přírody – bojem o přežití. Na panoramatický formát zachycoval divokou krajinu plnou močálů a mokřin ponechanou po mnoho let sobě samé, aby zachytil sebeobnovující sílu přírody.
Vilém Heckel snímal zejména hory, například se zúčastnil expedice do Kavkazu, Hindúkuše v Afghánistánu, velehor v Pákistánu nebo Peru. Své fotografie vydal v obrazových knihách, za všechny například Naše hory, Království slunce a ledu, Hindúkuš nebo Krásy Československa.
Multimediální umělkyně Magdalena Jetelová zasáhla do krajinářské fotografie konceptuálními projekty Island a Atlantický val, ve kterých do krajiny zasahuje promítáním laserových paprsků.
Na výstavě Prague Biennale Photo v roce 2009 představila svůj cyklus Slovenská krajina? autorka velkoformátových aluminiových tisků 70×100 cm Petra Bošanská.
- Jan Faukner
- Jiří Havel (fotograf) - patřil mezi přední české fotografy krajináře. Ve své tvorbě se zaměřil na Krkonoše, které fotil více než šedesát let.
- Miloš Budík
- Jaroslav Poncar
- Aleš Jungmann (* 1971) je fotograf architektury, který se mimo svou profesionální práci věnuje fotografii krajiny. Je držitelem titulu QEP (Qualified European Photographer).
- Tomáš Pospěch (* 1974) si pohrával s kontextuálními odkazy na vizuální strategie krajinářské fotografie – Majitelé hradů (2002–2005), Hrady a zámky ČR (2004–2005, 2009), Krajinky.jpg (2002–2005), Bezúčelná procházka (2004–2008) a Mimo hru (2005–2010). Tomáš Pospěch zde reagoval na vizuální stereotypy, narušoval hranice tradiční dokumentární nebo sportovní fotografie a žánru krajiny.

## Estetika

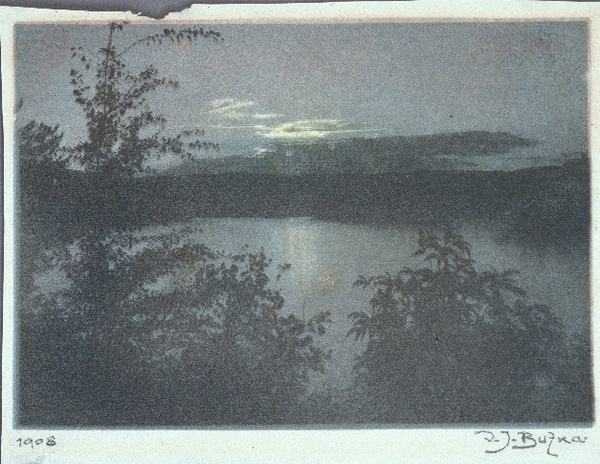
Vladimír Jindřich Bufka Bez názvu (Krajina), 1908; důležité místo v Bufkově místo jsou krajiny; zvláště pozoruhodná jsou jeho nokturna, považovaná za jeho specialitu, (archiv Moravské galerie v Brně)

Fotografové, kteří se hlásili k piktorialismu byli zastánci uznání fotografie jako uměleckého výrazového prostředku a usilovali o přiblížení fotografie malbě nebo grafice. Charakteristickým znakem piktorialismu bylo zhotovování fotografií procesy ušlechtilých tisků a používání měkce kreslících objektivů a předsádek. To jim umožňovalo tvůrčí vliv na obraz a barevnou manipulaci. Výsledné tisky měly bohatou a zajímavou texturu a dávaly dojem prostorové hloubky. Pro jejich díla je často typická malířská neostrost, měkké světlo, struktura papíru nebo barevné tónování. Fotografové snižovali ostrost svých fotografií použitím nekorigované optiky nebo speciálních objektivů nebo předsádek vytvářejících neostrou kresbu, případně neostrosti dosahovali nanesením vazelíny na objektiv, záměrně nepřesným zaostřením nebo pohybem fotografického přístroje během expozice. Ručními zásahy do snímků vytvářeli fotografie obtížně rozeznatelné od malby. Chtěli zobrazit nejen prostou realitu, ale také světlo, náladu, pocity a atmosféru. První impresionistickou fotografii Cibulové pole bez ostrých kontur na drsném papíře podobnou malbě pořídil George Davison v roce 1890.
Jako protipól piktorialismu vznikla takzvaná přímá fotografie, což je fotografický směr, který prosazoval realistickou fotografii bez jakékoliv manipulace nebo technického zkreslení. Fotografie nejsou rozmazané, objekty jsou zobrazené ostře, s přirozenými barvami (tóny) a světlem. Jedni z prvních přímých fotografů byli Alfred Stieglitz a Paul Strand na počátku 20. století. Za propagátora přímé fotografie se považuje Skupina f/64 založená v roce 1932 v Kalifornii. Jméno skupiny vzniklo z fotografického termínu pro clonu f/64, se kterou se dosahuje mimořádně vysoké ostrosti. Terminus technicus f/64 označuje nejmenší clonu nastavenou na velkoformátové kameře, díky které se dosahuje maximální hloubky ostrosti, a která dělá fotografii ostrou od popředí do pozadí. Spoluzakladatelé skupiny se podíleli například na vývoji zonálního systému, což je fotografická metoda pro optimální zobrazení celého rozsahu jasů ve snímané scenérii.

### Plány
Kompozice fotografie krajiny vychází z malířství a rozděluje snímek do tří plánů. V prvním plánu se nachází zajímavé nebo výrazné popředí, detail nebo prvek, který zajímavě otevírá pohled do krajiny. První plán navozuje hloubku prostoru.
Do druhého plánu fotograf umísťuje hlavní prvky snímku. Jedná se o nejobsažnější část snímku. Fotograf může využít vzdušnou nebo barevnou perspektivu, zobrazení perspektivy pomocí sbíhajících se linií, zobrazení diagonály, rozdílné velikosti různě vzdálených objektů nebo křivky "S" tekoucí vody nebo silnice.
Snímek uzavírá třetí plán vzdálenějším obzorem (hory, lesy). Nejméně je působivé umístění horizontu uprostřed snímku. Posunutím horizontu na horní okraj snímku (vysoký horizont) potlačíme vzdálenější objekty a zvýrazníme blízké objekty a popředí. Umístění horizontu v dolní části snímku (nízký horizont) zdůrazňuje prostor a dálky. Přítomnost a charakter mraků musí odpovídat a dokreslovat náladu snímku.

### Vyjádření prostoru

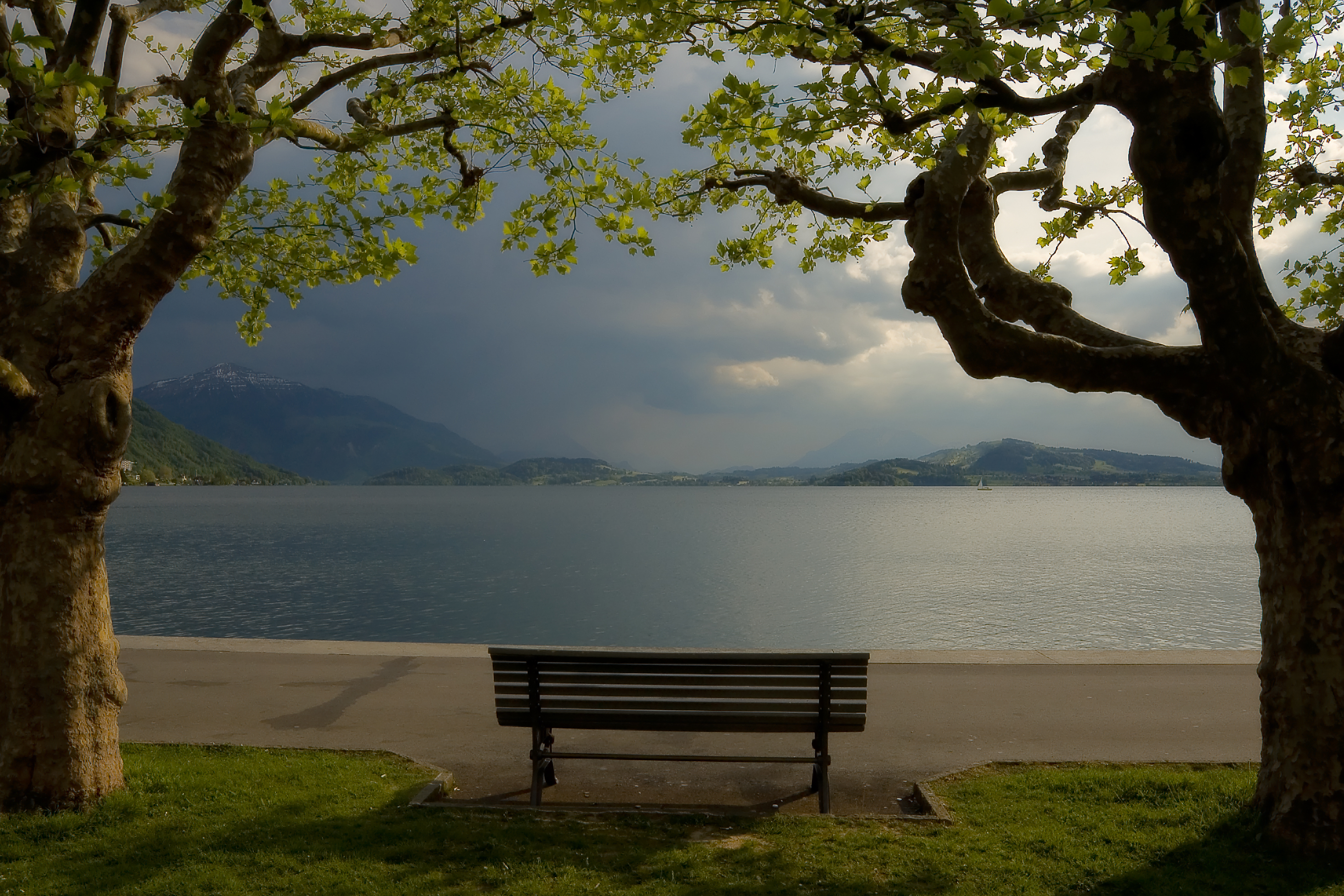
Uzavření prostoru z obou stran silnými stromy

- Uzavřený prostor je kompozičně z obou stran uzavřený snímek. Například vysokými stromy.
- Otevřený prostor je kompozičně neuzavřený snímek, kde horizont ubíhá do stran, tzv. "pokračuje mimo snímek".

### Kompoziční prvky
- Diagonála působí dynamicky jako zpomalení (stoupání) nebo zrychlení (klesání). Zvýrazní prostorovost snímku, případně neukončení – pokračování děje.
- Horizont působí na snímku uklidňujícím dojmem.
- Průnik linií zaujme divákovu pozornost.
- Rytmus – pravidelný rytmus působí nudně, ale při zajímavém přerušení diváka zaujme.
- Protisvětlo může dodat snímku zajímavý efekt, ale nejlépe jen ráno nebo večer.[67]
- Záběr můžeme komponovat v posloupnosti: Slunce – dominanta – horizont.[67]
- Mraky jsou ozdobou krajiny.[67]
- Snímek může mít vhodnou stafáž.
- Záběr krajiny by měl být pořízen za takového osvětlení, který zdůrazní estetické kvality prvků v krajině.

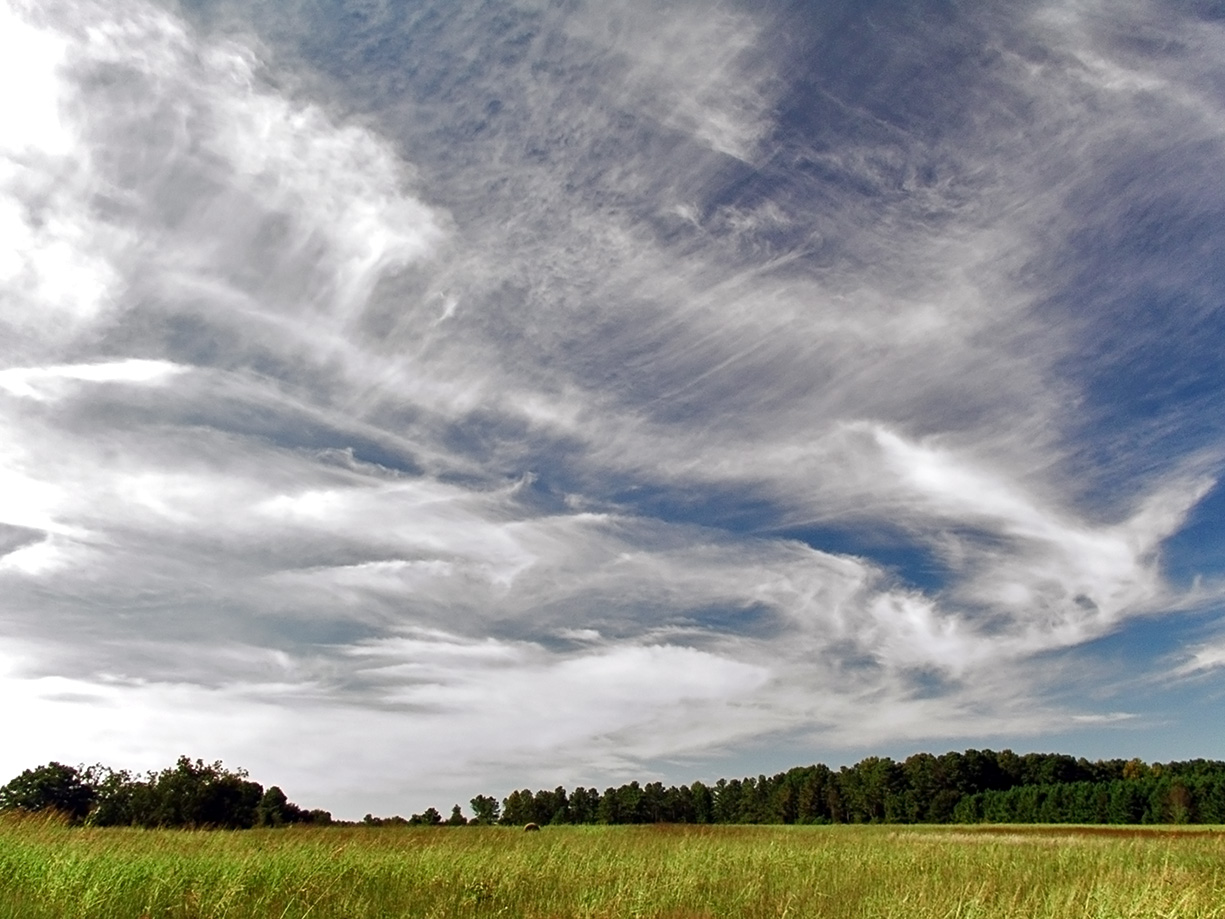
Umístění horizontu v dolní části snímku (nízký horizont) zdůrazňuje prostor a dálky. Přítomnost a charakter mraků musí odpovídat a dokreslovat náladu snímku.
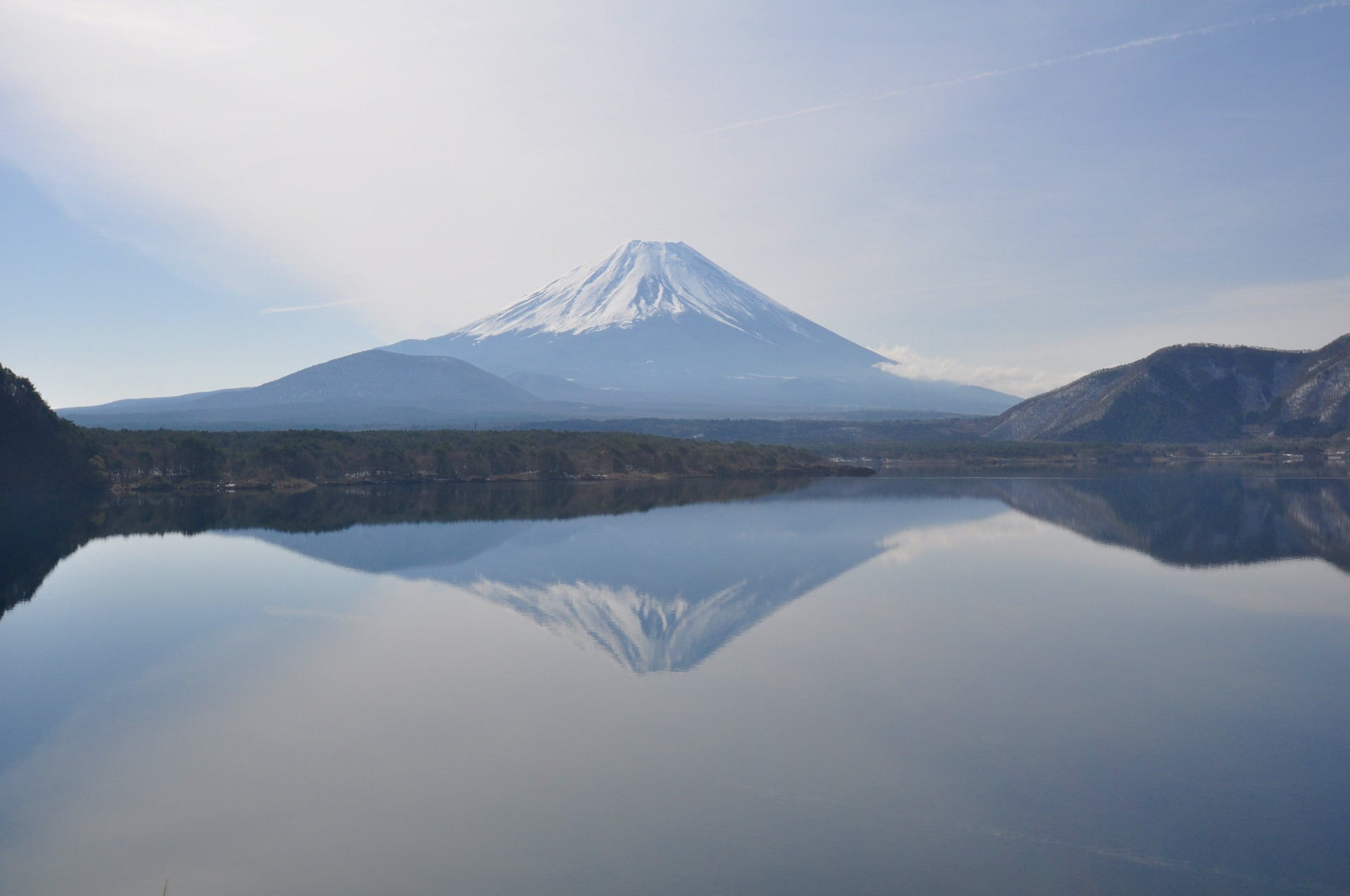
Japonská hora Fudži v různém světle
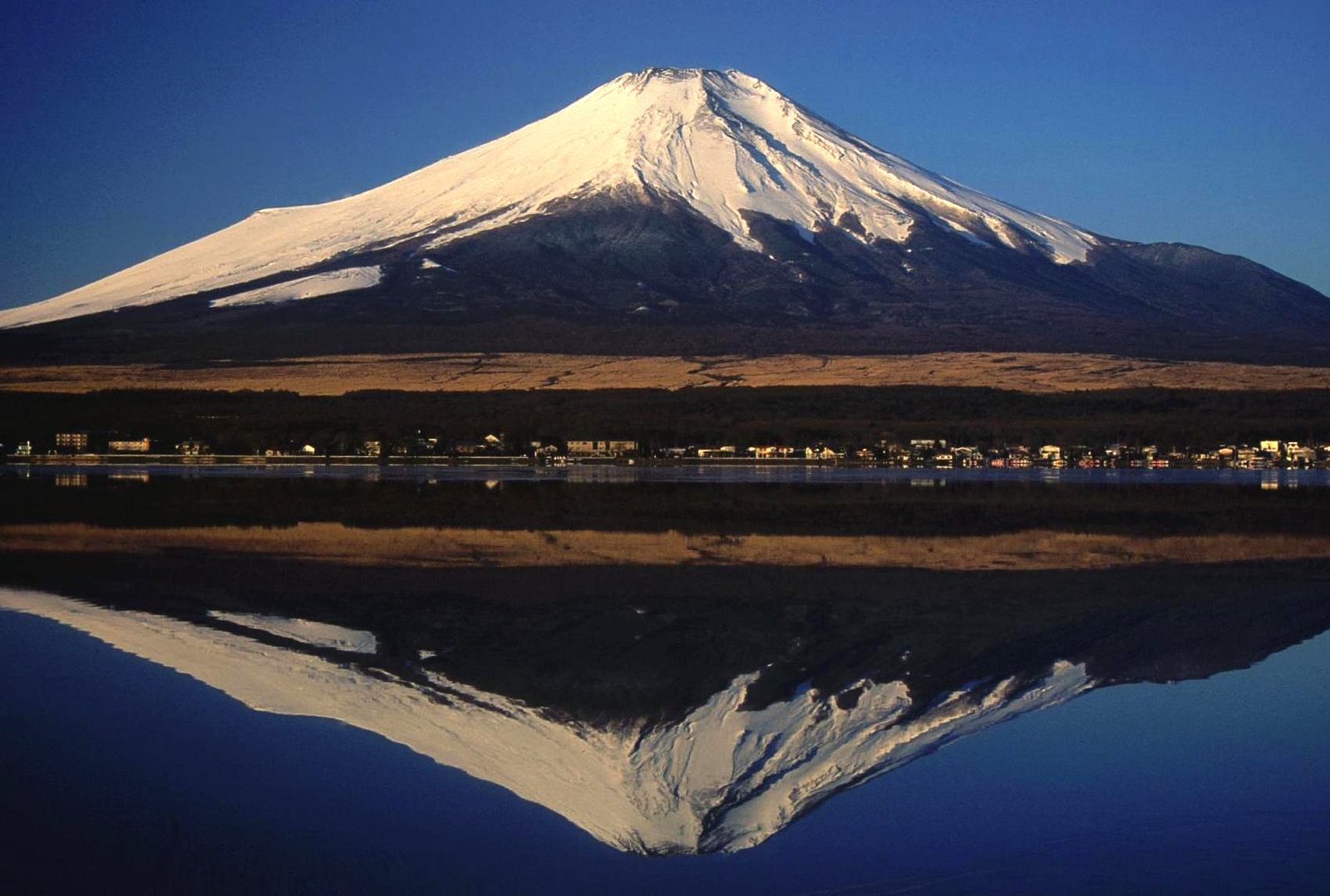
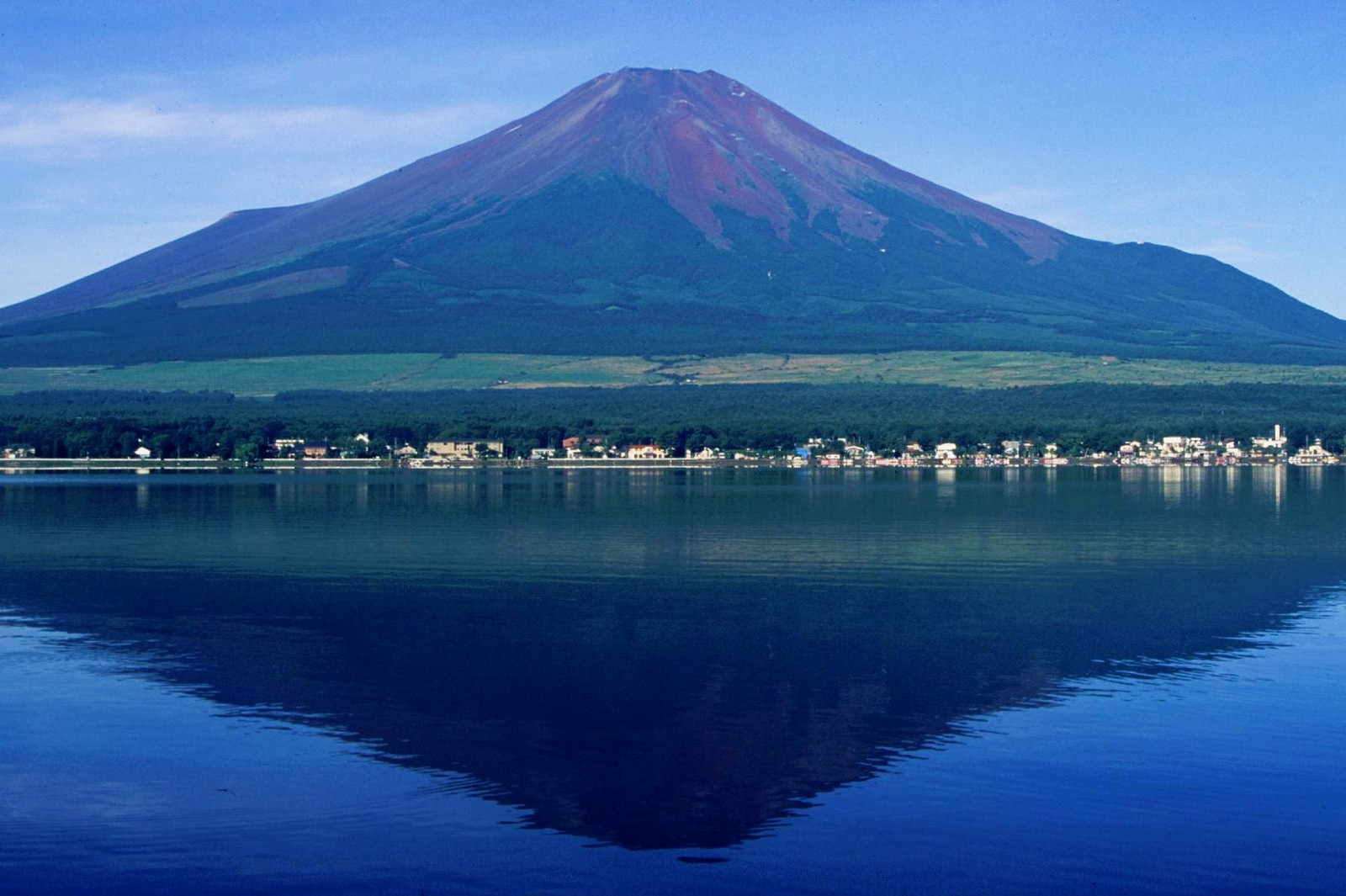

## Technika

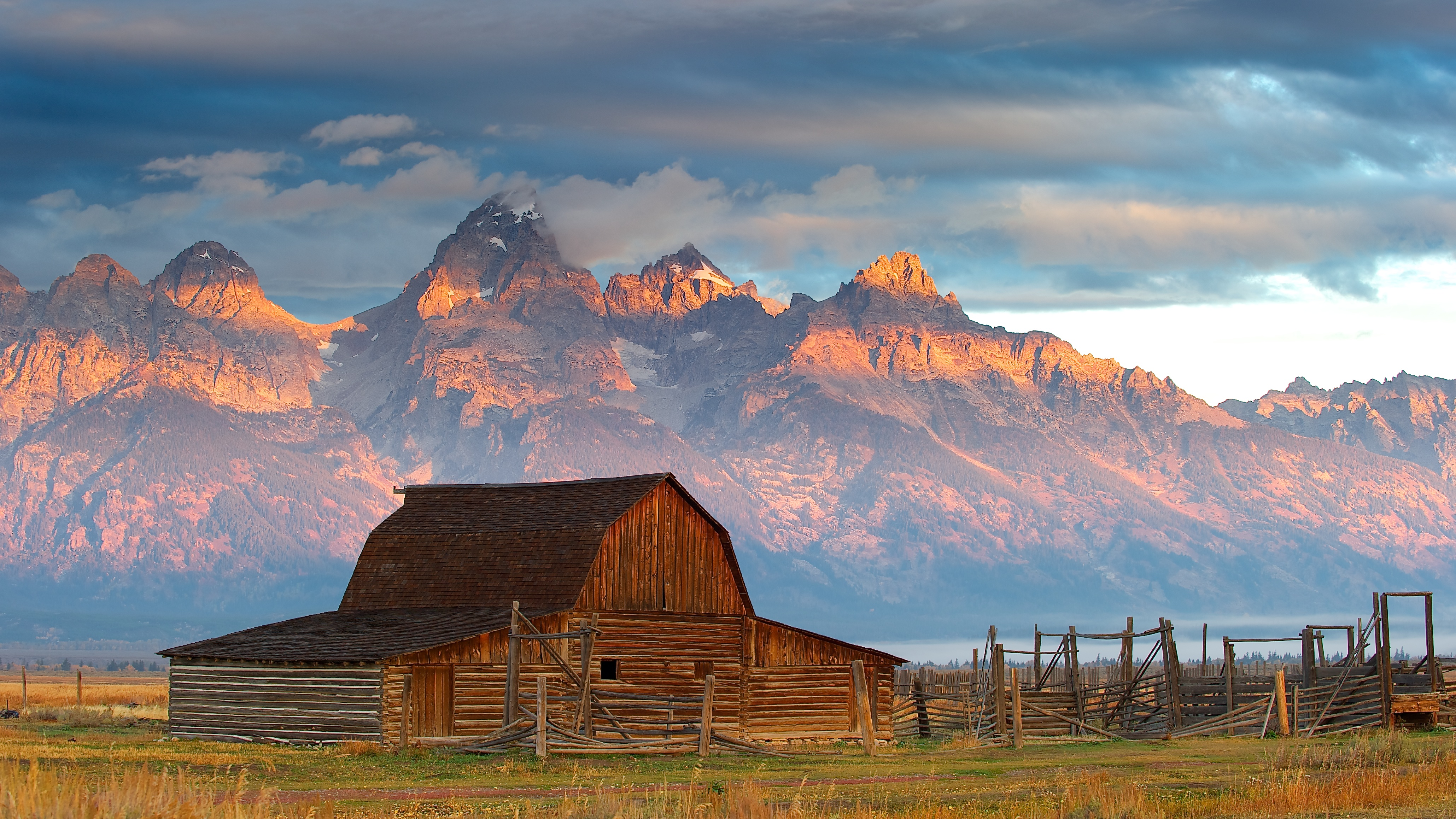
Podzimní krajina, Jackson, Wyoming, foto: Larry Johnson, 2010

Klasické krajinářské fotografie by měly být dokonale ostré. Proto se krajina snímá obvykle objektivem s maximální hloubkou ostrosti (s clonou 11 – 22) a detailní kresbou. Fotografové v přírodě mají obvykle dostatek času na postavení a zafixování stativu, proto je vhodné nalézt optimální kompozici a úhel pohledu. Mnoho fotografů stále používá střední nebo velký formát filmu, aby zaznamenali co nejvíce detailů. Pomoc nabízí také odrazná deska nebo přídavný blesk.
Pro optimální světlo se často fotografuje v době východu nebo západu slunce – světlo není „tak těžké“ jako během poledne. Jistotu správné expozice dodá bracketing v kombinaci se sériovým snímáním.

### Ostrost a detaily obrazu
Chce-li fotograf získat optimální ostrost a plnost detailů, zvolí následující parametry:
- Je-li to možné, nastavit nejnižší hodnotu ISO, aby se minimalizoval šum u digitálních fotoaparátů (nebo zrno u klasických).
- Nejlepší způsob je fotografovat v surovém formátu RAW, což je bezeztrátový formát snímků pro následné zpracování.
- Pro domácí fotografii postačuje 6 megapixelů, lepší je však rozlišení velmi dobrých objektivů a čipů okolo 10-12 megapixelů.
- Opticky lepší jsou objektivy s pevnou ohniskovou vzdáleností; jsou obecně levnější a kompaktnější než srovnatelné dobré objektivy s proměnnou ohniskovou vzdáleností (zoomy).
- Dokonce i dobré objektivy by měly být nastaveny na svůj zlatý střed, tedy přibližně dva stupně od mezních hodnot. Clona bývá mezi hodnotami 5,6–11
- Vzhledem k hloubce ostrosti a zvolené cloně se používá tak dlouhá doba expozice, která často nemůže být fotografována „z ruky“. Dobrý stativ je důležitý nástroj krajinářských fotografů.

### Filtry

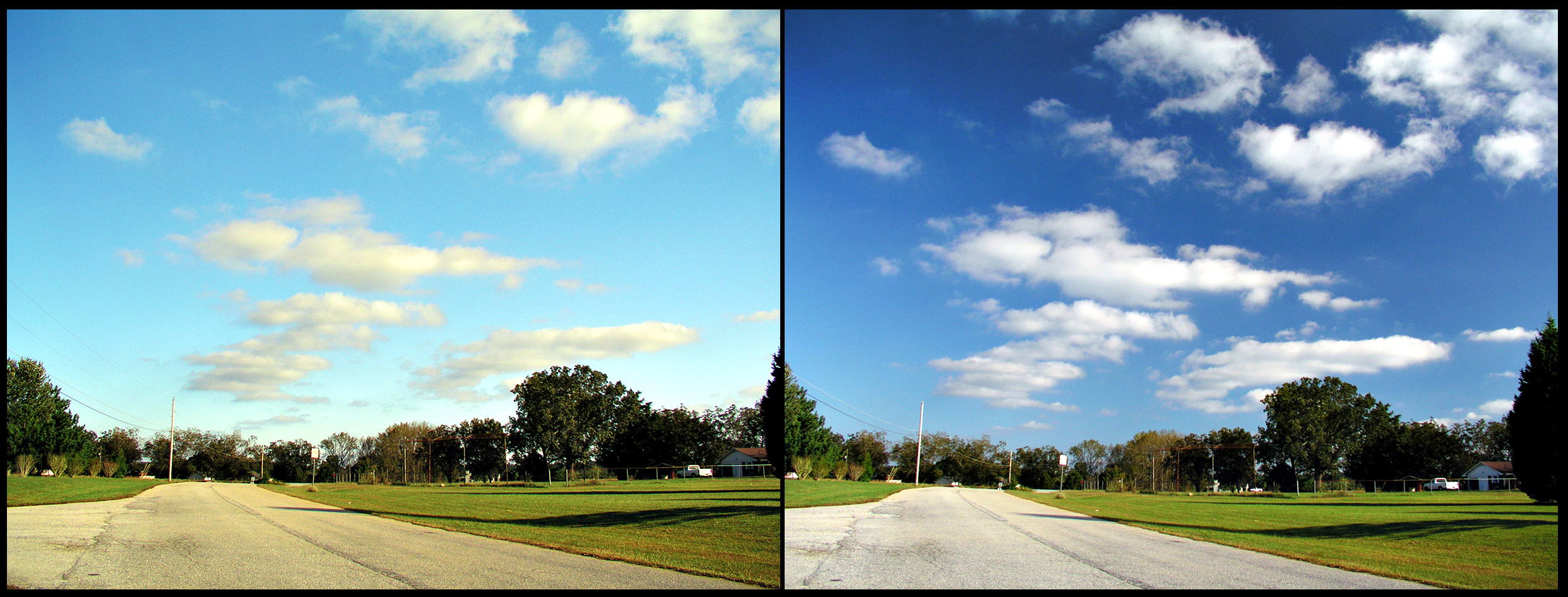
Efekt polarizačního filtru na barevné fotografii oblohy. Obrázek vpravo je nasnímán s použitím filtru

Využití v krajinářské fotografii najdou následující fotografické filtry:
- Polarizační filtr se používá například k ztmavení příliš světlé oblohy a snížení (i naopak zvýšení) odrazů na vodních plochách.
- Šedý přechodový filtr ztmavuje jasné nebe a snižuje tak expoziční rozsah obrazu.
- Šedý filtr prodlužuje expoziční čas, takže vznikne pohybová neostrost, populární například u tekoucí vody nebo větví stromů ve větru.
- Barevné filtry (červený, zelený, žlutý, oranžový), se obvykle používají pouze v černobílé fotografii, kde mohou posílit výtvarné pojetí krajiny. Například žlutý filtr zvýrazní mraky proti modré obloze, zelený filtr zase umožní zachytit více odstínů zelené při snímání v lese.

Celá řada triků s digitálními filtry je možná také v grafickém editoru na počítači.

## Land art
K fotografii krajiny má blízko krajinné umění (tzv. land-art), které uplatňuje přechod z ateliérů do přírody. I tento druh umění má svůj předobraz v historii. Od visutých zahrad královny Semiramidy, přes parky s keřovými bludišti, skrze přísně vymezené francouzské zahrady, k čínským nebo japonským klášterním zahradám. U nás byl průkopníkem Ladislav Novák, dnes ho následují například Jan Šimek, Jiří Šigut nebo Jan Pohribný. V zahraničí tvoří od roku 1973 Jacek Tylicki, který se bezprostředním způsobem (bez zásahu člověka) snaží využívat přírodu jako tvůrčí médium. Tímto způsobem vytvořil celou řadu děl z oblasti land artu a takzvaného přírodního umění.